# Brasles
Brasles település Franciaországban, Aisne megyében. Lakosainak száma 1711 fő (2022. január 1.). Brasles Blesmes, Château-Thierry, Chierry, Gland és Verdilly községekkel határos.

## Népesség
A település népességének változása:
| Lakosok száma | 1031 | 1208 | 1206 | 1260 | 1397 | 1439 | 1529 | 1563 | 1558 | 1711 |
|               | 1968 | 1982 | 1990 | 2006 | 2013 | 2015 | 2017 | 2019 | 2020 | 2022 |